# LNER A4形蒸気機関車
LNER A4形蒸気機関車（LNERA4がたじょうききかんしゃ、LNER Class A4）は、サー・ナイジェル・グレズリー（Sir Nigel Gresley）によって設計され、1935年に登場したロンドン・アンド・ノース・イースタン鉄道 (LNER) の流線型蒸気機関車である。
A4形の１両である4468マラードは1936年に蒸気機関車の最高速度記録時速125マイル（201.1km/h）を保持している。

## 概要
1933年にドイツでディーゼル気動車特急フリーゲンター・ハンブルガーが商業運転を始め、ベルリンからハンブルクまでの286.6㎞をわずか138-140分で結び、路線の許容最高速度160㎞/ｈ（一部例外あり）にも十分達する速度を出して鉄道界にセンセーションを巻き起こした。LNERも気動車による急行列車でロンドンとニューカッスルの429㎞を4時間で結ぶことを当初計画していたが、試験の結果、ディーゼル車（LNERの計算ではこれだと上記の区間運行に4時間15分が必要だった）より、当時自社で最新のA3型蒸気機関車牽引にした方がもっと重い客車を引いて短時間で走れる計算になり、これらを元に新設の列車「シルバー・ジュビリー」用にA3型そのままではなく、牽引力と出力を改良した新しい機関車が開発されることになった。列車は後述の通り成功を収めたが、運行のために他の列車の運転を遅らせる必要があり、より重要な問題から経営者の注意をそらしていたと批判されている。
新しい機関車はA3と同様に軸配置は2C1（4-6-2）のパシフィック、シリンダ数は3気筒であった が、ボイラーの圧力が17.5kg/cm2に上げられ、その分シリンダーは小型化（軽量化）され、ボイラーも支障なく蒸気を送れるように後述の流線形の外被抜きでも後ろの方がより太い構造になり、最大の特徴である流線型の外被も、すでに鉄道で流線形はいろいろな所で使われていた が当時は見栄えだけのものも多い中で、A4型はイタリアの自動車デザイナー、エットーレ・ブガッティの協力の元で造形を行い、科学的に空気抵抗を減らせる形状にしたほか、副次的に機関士の前方見晴らしもある程度改良することができた。
計画認可から6か月後の1935年9月5日にドンカスター工場で完成した1号機の「シルバー・リンク（No.2509）」は、試験運用で特別のお披露目列車を引いて最高時速181㎞の記録を2度樹立し、25マイル（約40㎞）連続で時速160.9㎞を超えて走ることもでき実績の点でも申し分なかった。
1935年の内には（シルバー・リンクを含め）4両の機関車が製造され、同年9月30日から定期列車運転を始め、198人の収容能力を持つ7両編成の列車を引いた。1か月余りの間、No.2509とNo.2510の「クイックシルバー」にほとんど問題はなかった。これは長期的にも当てはまり、1952年までのシルバージュビリー牽引機で、機械的な問題があったのは10両だけだった。1936年の最初の4両のうち、最後のNo.2512「シルバーフォックス」は、シルバージュビリーを引いている間に113mphのスピード記録を打ちたてた。
1936年から38年にかけて、さらにドンカスター工場で31両が増備され、これは主として他の臨時列車、例として1937年の「コロネイション（戴冠式）」特急（9両編成・312tを引き、ロンドンからエディンバラまでを6時間で走破。）などを引いたほか、ライバルのLMSの特急列車「コロネイション・スコット」を引かせてもらい、イギリスの最高時速記録を更新（184.2㎞/h）などの記録も作った。なお、LNERの急行旅客用の蒸気機関車は原則車体上部と車輪がアップルグリーン（明るい緑）に白枠の黒帯、車体下部が黒に細い赤帯塗装だったが、A4型は特例で初期のシルバージュビリー牽引機は車体上部がシルバーグレーで車体下部がグレー、中期の物が普通の急行旅客用と同じ、後期 のものはガーターブルーに車輪がインディアンレッドになった。
これらのうち、1938年初頭に新造されたA4型は、煙突がA3型で好評だったキルキャップ式2本ブラスト菅つきのものになり（これ以前製造のものも1957年以降全機キルキャップ式2本煙突に改造された）、この中の「マラード（No.4468）」は、1938年7月3日に蒸気機関車の世界最高速度記録である202.8km/hの記録を樹立した。
この時本来はブレーキテストを行っていたが、技師長のグレズリーの許可の元最高速度テストも行い、この時イギリスの最高速度記録だけではなく、1936年5月にドイツの05形が達成した200.4㎞/hの記録も抜こうとして、「コロネイション」用の6両連接客車と測定車を引き、東海岸幹線グランサムの南方、ストークの低い峠を時速119㎞で越えた後1/200（5‰）の下り勾配を125マイル（当時は126マイルとされた）を出し、その後の計算などからこの時の201.1㎞/hが蒸気機関車の世界最高記録と認められている。
二次大戦中はシルバージュビリーの運行もなくなり、流線形の覆いも側面のスカートをメンテナンスしやすさのため撤去されてしまった（これはA4型に限らず同じイギリスのLMS・コロネーション級やドイツの03.10形などの流線形機関車にはよくあることだった。なおA4型は恵まれている方で戦後スカートが補修された）。また、塗装も空襲の目標にならないようにどこの会社も機関車を全面黒色にしており、LNERに至ってはテンダーの文字も「NE」に短縮している状態になった。戦争が終わると少しずつ塗装は戦前の物に戻されたが、1948年にLNERを含むイギリスの鉄道大手4社は合併して国鉄になって塗装が統一させられ、しばらく検討後急行旅客機は原則グレート・ウェスタン鉄道の塗装（車体上部が濃緑色でここにオレンジに挟まれた黒の帯・車体下部は黒色）にされ、A4型も蒸気機関車の時代が終わるころまでこの仕様になった。
蒸気機関車の斜陽期になってもA4型はしばらくは時速100マイル以上で走り続ける活躍をしており、スピードにおいても牽引力においても様々な快挙の記録を残していた。もっともグレズリー式連動弁装置固有の欠陥もあり時速100マイルでの走行が安定するまでは紆余曲折があり、メンテナンスの問題や高速運転による車軸軸受の発熱やクランクピンが焼けバラバラになることも珍しくなかった。対策として温度が上昇すれば液圧の上昇によってガラス球が破裂し、臭気が飛散することで危険を知らせる「悪臭弾」なるものを付けてお茶を濁していた時期すらあり、これら問題を解決できたのは1950年代半ばであった。速度を出すと内側のシリンダーが他の2つのシリンダーよりも大きな負担がかかるため、過熱しやすく内部のコンロッドベアリング、特にビッグエンドに過大な負荷がかかり走行不能になることも珍しくなかった。1961年にディーゼル機関車のデルティック（イギリス国鉄55型）が東海岸幹線の急行を引くようになったので、A4型はスコットランドに移ってグラスゴーからアバディーン間の急行を引くようになり、晩年の数年間を活躍した。
保存機は動態保存を含めて6両が存在する。2013年には、マラードの速度記録の樹立75周年を祝して全6両の保存車両がヨークの国立鉄道博物館で一堂に会した。

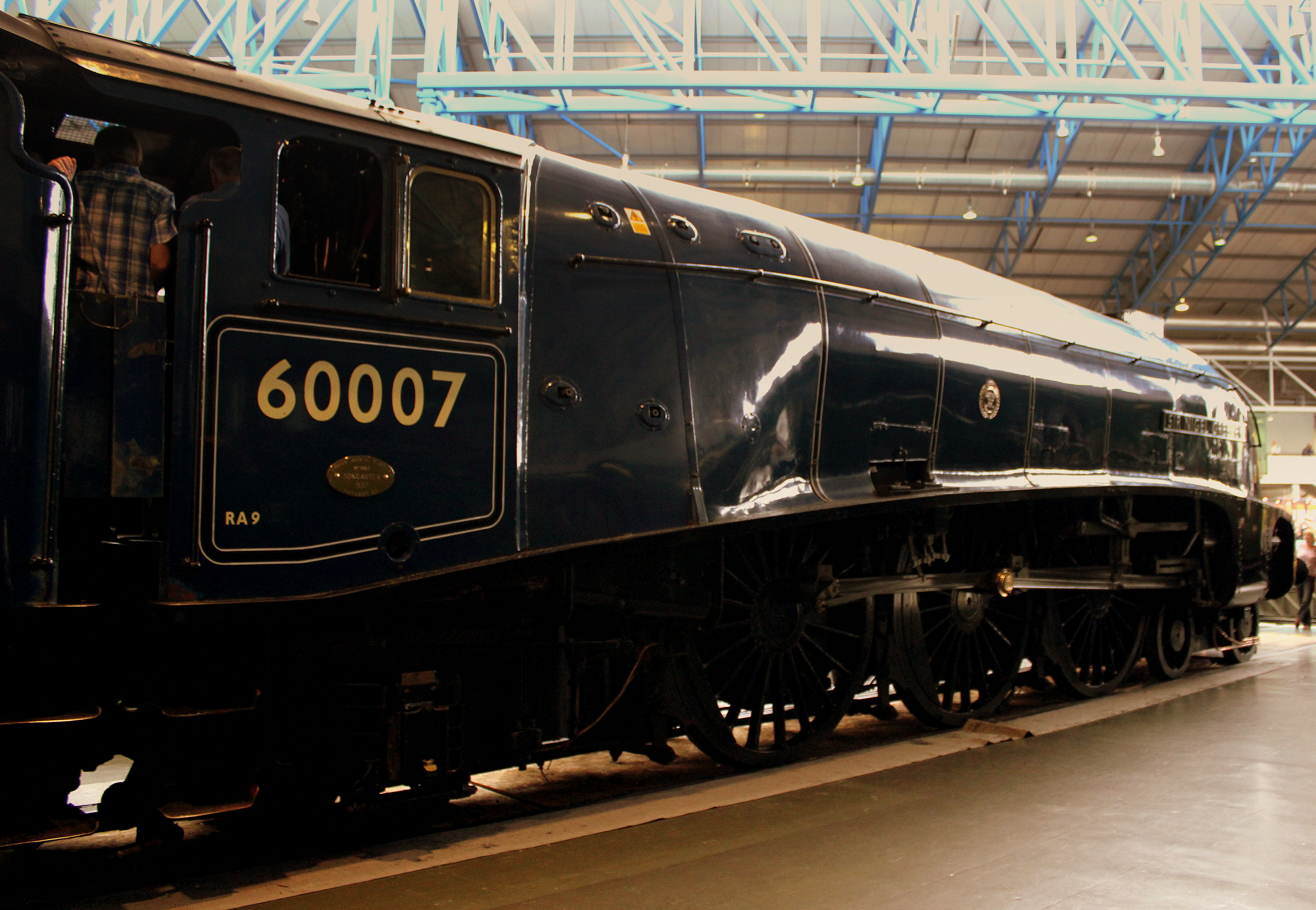
60007号機「サー・ナイジェル・グレズリー」
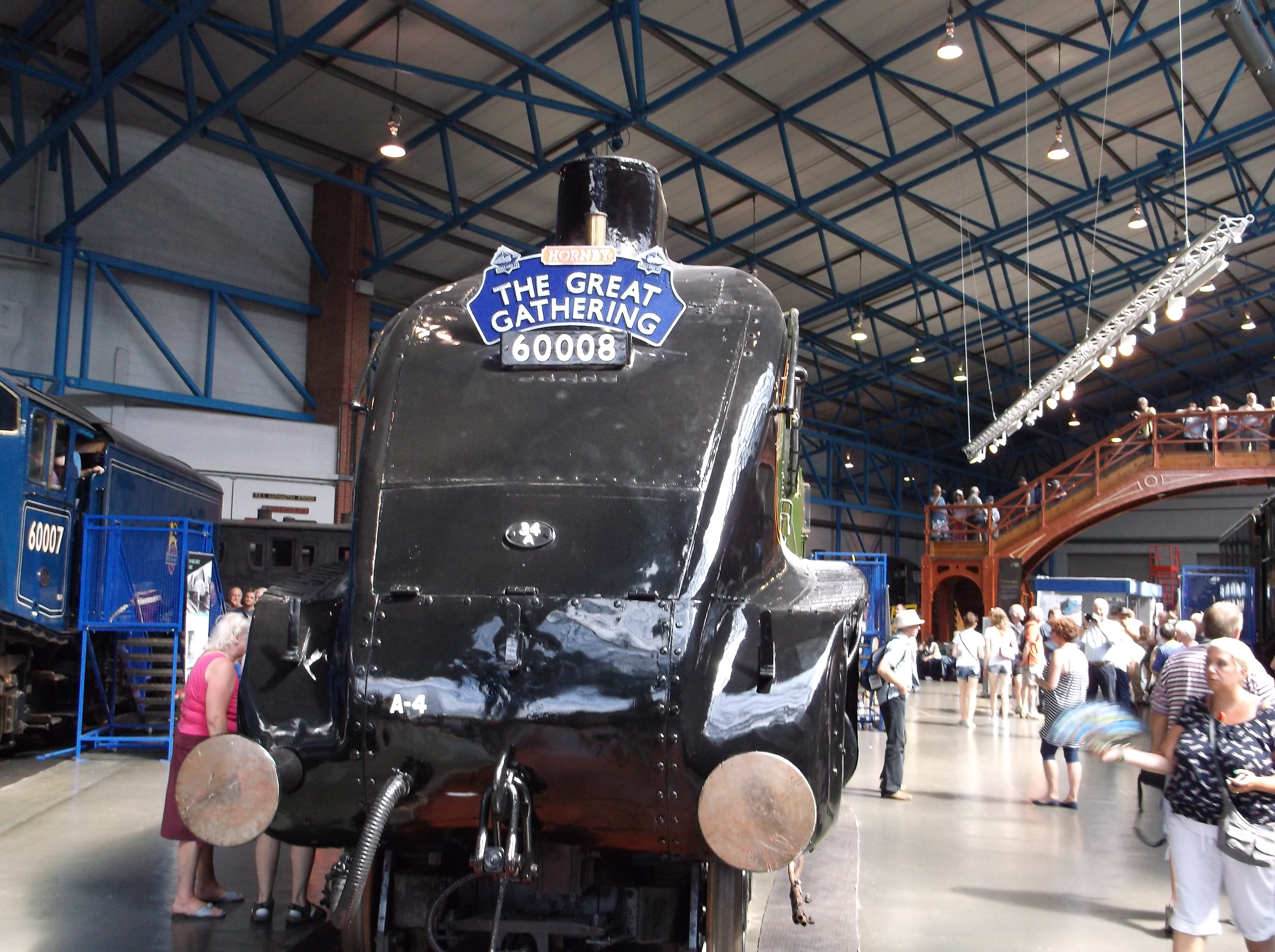
60008号機「ドワイト・D・アイゼンハワー」
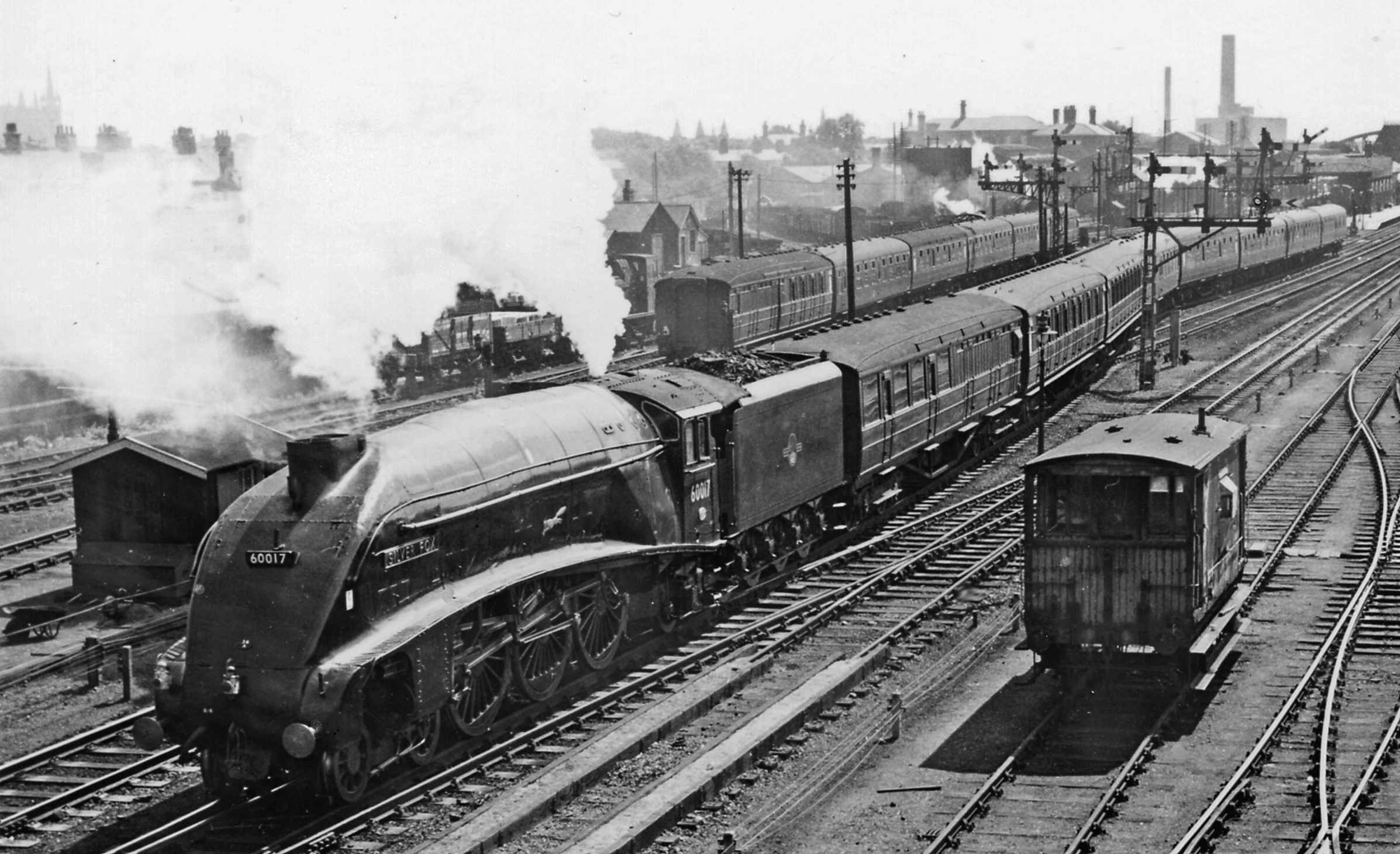
2512号機「シルバーフォックス」
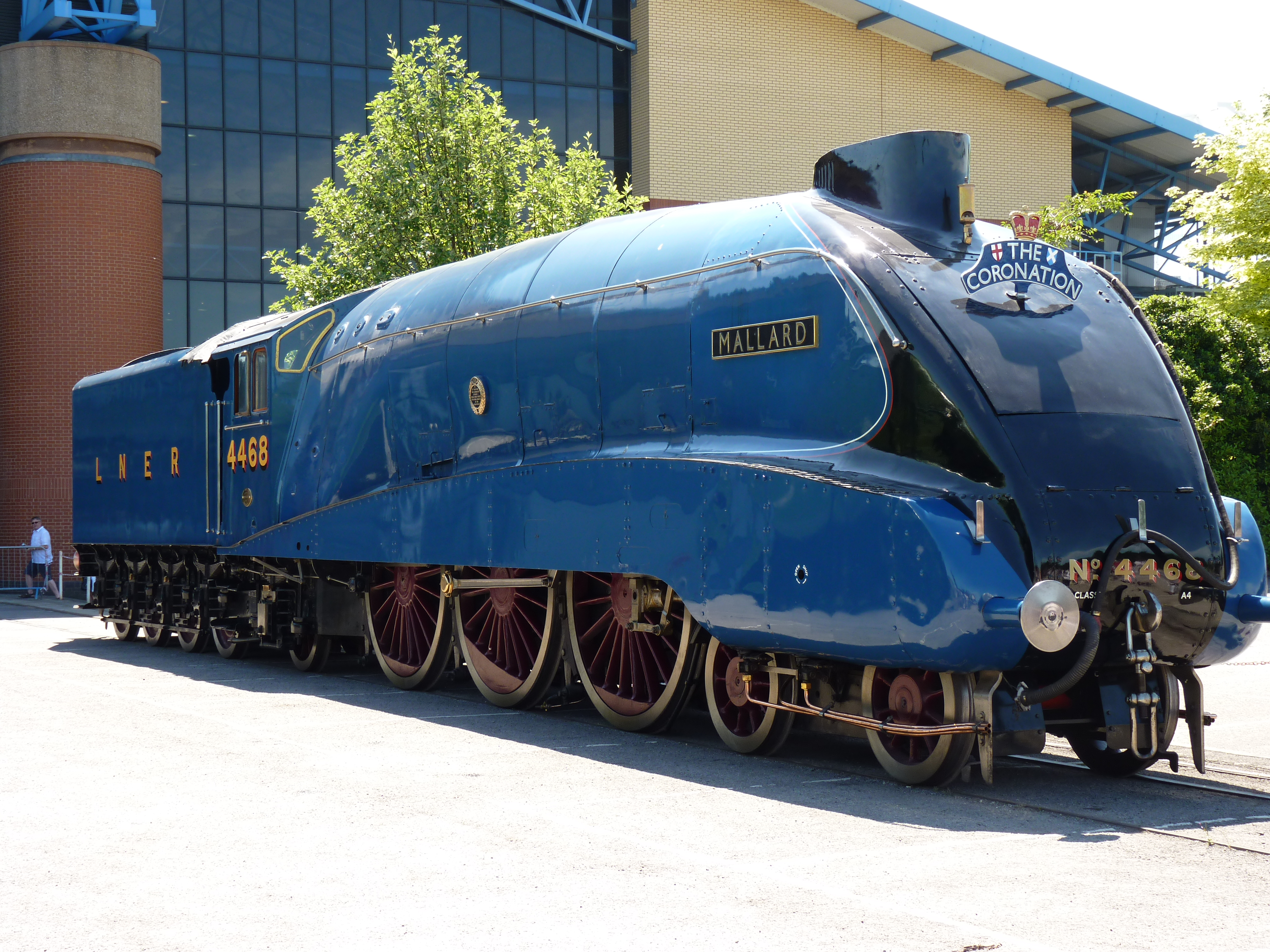
4468号機「マラード」
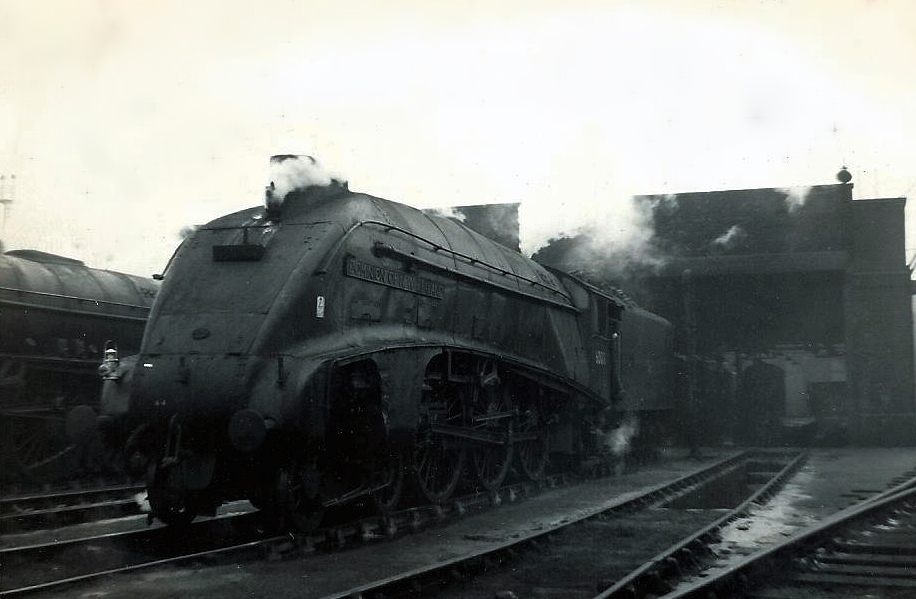
4492号機「ドミニオン・オブ・ニュージーランド」
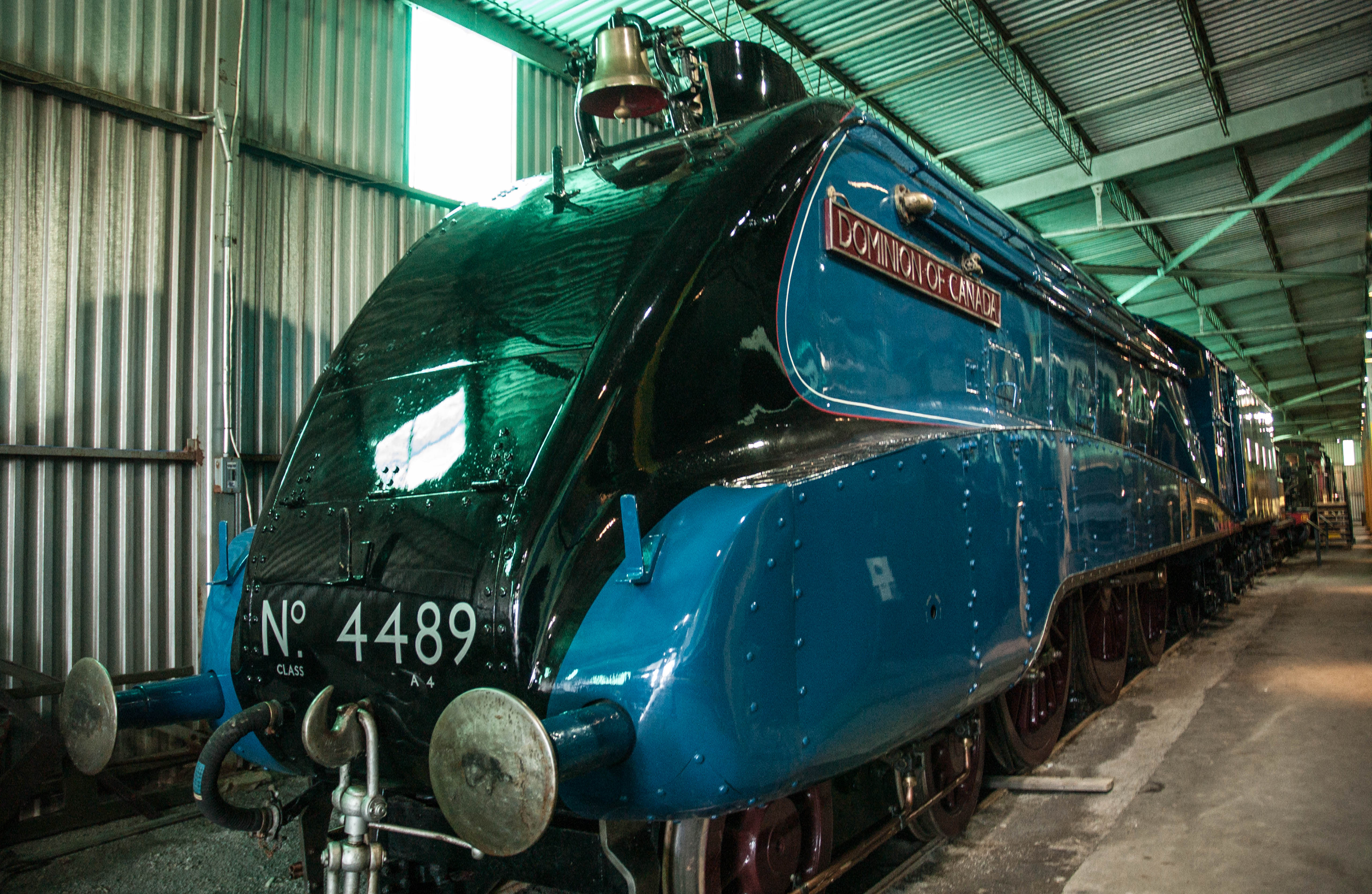
4489号機「ドミニオン・オブ・カナダ」
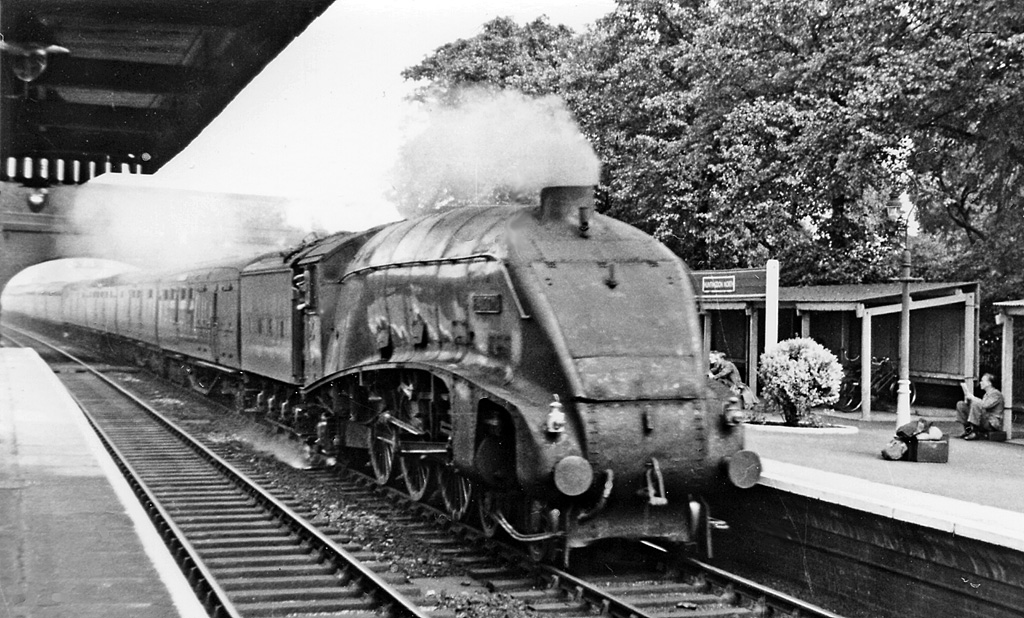
4484号機「ファルコン」
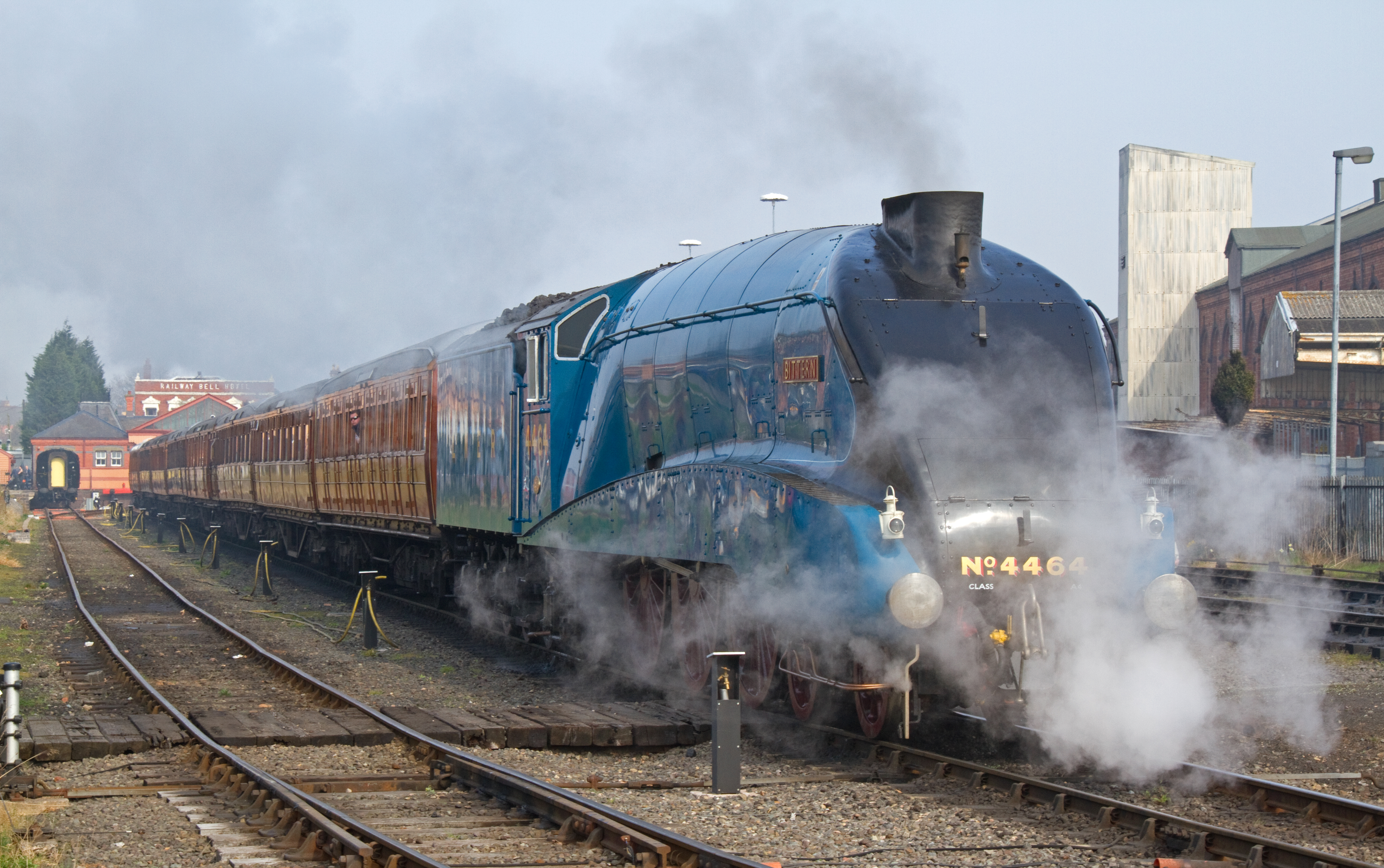
4464号機「ビターン」
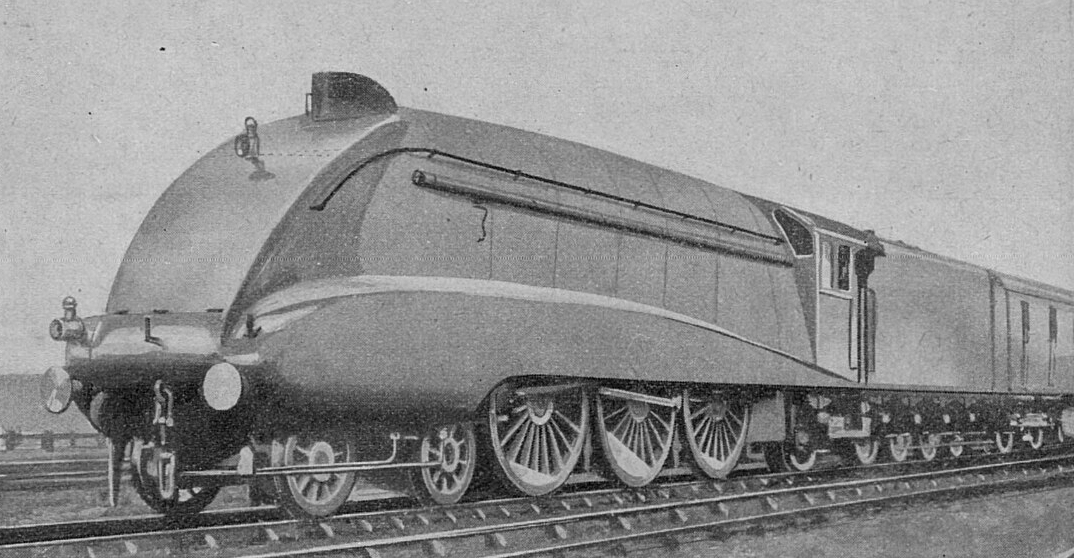
戦前撮影のA4。戦後に撤去されたスカートが装備されている。
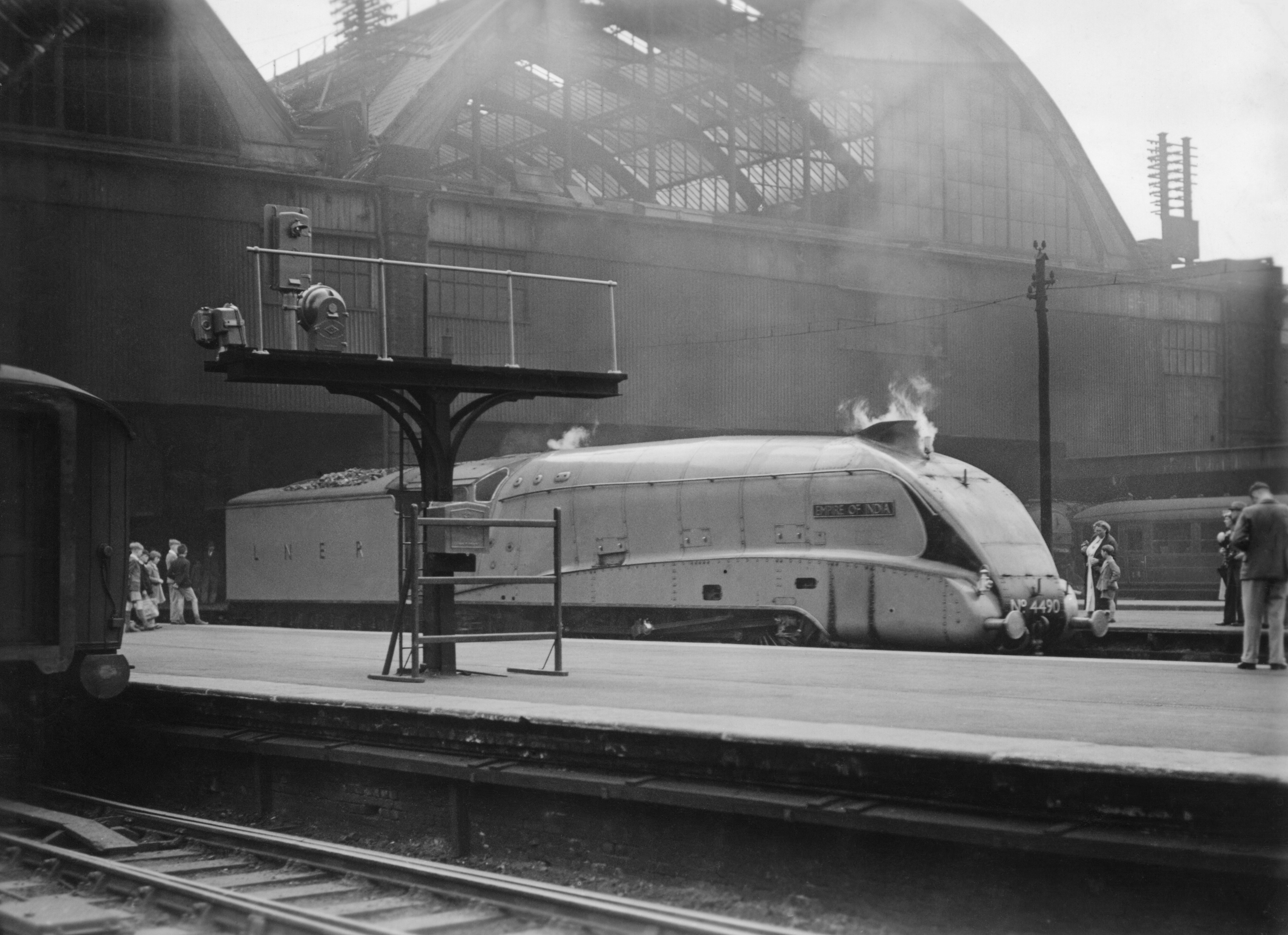
戦前撮影の「エンパイア・オブ・インディア」。撮影はキングスクロス駅。

## 関連形式
A4型ではないが関係あるものとして、LNERのNo.10000（LNER W1形蒸気機関車）は当初水管を使った高圧ボイラーの試験用に作られたがうまくいかず、1938年にA4型用のボイラーを代わりにのせられたため、上周りがそっくりな外見（従輪が2軸で4シリンダー複式なので足回りは異なる）の車両になった。

## 登場作品
イギリスで製作されたアニメ『チャギントン』では、この機関車をモデルにしたオルウィンという名前のキャラクターが登場するが、実際のA4形と違って炭水車が省略されている他、前部バッファーが実機よりも下に位置している。また、同国の汽車のえほんの第35巻（日本未翻訳）には4468号機「マラード」が登場する他、その映像化作品である『きかんしゃトーマス』には、銀色のスペンサーが登場する。